# Општина Шипово
Општина Шипово је општина у Републици Српској, БиХ. Сједиште општине се налази у насељеном мјесту Шипово. Према подацима Агенције за статистику Босне и Херцеговине на попису становништва 2013. године, у општини је пописано 10.293 лица.

## Географија
Укупна површина општине износи 553 квадратних километара. Од тога на шуме, највреднији ресурс, отпада око 25.000 хектара или 48%, на ливаде и пашњаке око 15.550 хектара или 33%, на оранице и воћњаке око 6.500 хектара или 15% и на непродуктивно земљиште 2.000 хектара или око 4%.
Најближи градови су Јајце и Мркоњић Град који су удаљени око 20 км, док је регионални центар Бања Лука удаљена око 80 км.

## Насељена мјеста
Подручје општине Шипово чине насељена мјеста:
Бабићи, Бабин До, Бешњево, Брдо, Брђани, Ваган, Водица, Волари, Вражић, Горица, Горњи Мујџићи, Грбавица, Греда, Доњи Мујџићи, Драгнић, Драгнић Подови, Дуљци, Ђукићи, Јусићи, Кнежевићи, Козила, Крчевине, Липовача, Лубово, Лужине, Љуша*, Мајевац, Мочиоци, Натпоље, Олићи, Оџак*, Пљева, Подобзир, Подосоје, Прибеља*, Прибељци, Попуже, Сарићи, Соколац, Ступна, Тодорићи, Трново, Хасанбеговци*, Хатковци*, Хрбине*, Црепуље*, Чифлук, Чуклић и Шипово.
(На списку Владе Републике Српске се налазе и насељена мјеста: Љуша, Оџак, Прибеља, Хасанбеговци, Хатковци и Хрбине)
Послије потписивања Дејтонског споразума, општина Шипово у цјелини, ушла је у састав Републике Српске.

### Мјесне заједнице
У општини Шипово постоји 11 мјесних заједница:
Бабићи, Волари, Грбавица, Драгнић Подови, Мујџићи, Натпоље, Пљева, Прибељци, Соколац, Стројице и Шипово.

## Политичко уређење

### Општинска администрација
Начелник општине представља и заступа општину и врши извршну функцију у Шипову. Избор начелника се врши у складу са изборним Законом Републике Српске и изборним Законом БиХ. Општинску администрацију, поред начелника, чини и скупштина општине. Институционални центар општине Шипово је насеље Шипово, гдје су смјештени сви општински органи.
Начелник општине Шипово је Милан Ковач испред Савеза независних социјалдемократа, који је на ту функцију ступио након локалних избора у Босни и Херцеговини 2016. године. Састав скупштине Општине Шипово је приказан у табели.

## Становништво
По последњем службеном попису становништва из 1991. године, општина Шипово је имала 15.579 становника, распоређених у 40 насељених места.
Пре последњег рата општина је имала 15.579 становника. Срба је било око 80%, а Муслимана 18%. 1999. године у општини је живело 12.754 становника, густина насељености износи 25 становника по квадратном километру. Данас у општини живи око 11.000 становника, од тога 95% Срба и 5% Бошњака.

## Национални састав
|             | 2013.           | 1991.           | 1981.           | 1971.           | 1961.           |
| Укупно      | 10 293 (100,0%) | 15 579 (100,0%) | 16 154 (100,0%) | 18 035 (100,0%) | 18 213 (100,0%) |
| Срби        | 9 576 (93,03%)  | 12 333 (79,16%) | 12 844 (79,51%) | 14 970 (83,01%) | 15 374 (84,41%) |
| Бошњаци     | 628 (6,101%)    | 2 965 (19,03%)1 | 2 831 (17,53%)1 | 2 952 (16,37%)1 | 2 227 (12,23%)1 |
| Хрвати      | 26 (0,253%)     | 31 (0,199%)     | 25 (0,155%)     | 35 (0,194%)     | 34 (0,187%)     |
| Неизјашњени | 24 (0,233%)     | –               | –               | –               | –               |
| Југословени | 7 (0,068%)      | 155 (0,995%)    | 339 (2,099%)    | 9 (0,050%)      | 536 (2,943%)    |
| Муслимани   | 7 (0,068%)      | –               | –               | –               | –               |
| Остали      | 7 (0,068%)      | 95 (0,610%)     | 68 (0,421%)     | 37 (0,205%)     | 24 (0,132%)     |
| Босанци     | 5 (0,049%)      | –               | –               | –               | –               |
| Непознато   | 5 (0,049%)      | –               | –               | –               | –               |
| Црногорци   | 4 (0,039%)      | –               | 23 (0,142%)     | 17 (0,094%)     | 13 (0,071%)     |
| Македонци   | 1 (0,010%)      | –               | 6 (0,037%)      | 1 (0,006%)      | 1 (0,005%)      |
| Словенци    | 1 (0,010%)      | –               | 2 (0,012%)      | 1 (0,006%)      | 1 (0,005%)      |
| Украјинци   | 1 (0,010%)      | –               | –               | –               | –               |
| Православци | 1 (0,010%)      | –               | –               | –               | –               |
| Албанци     | –               | –               | 15 (0,093%)     | 13 (0,072%)     | 2 (0,011%)      |
| Мађари      | –               | –               | 1 (0,006%)      | –               | 1 (0,005%)      |

1. 1 На пописима од 1971. до 1991. Бошњаци су пописивани углавном као Муслимани.

## Познате личности
- Симо Шолаја, народни херој Југославије
- Рафаила Марковић, игуманија Манастира Мала Ремета
- Недељко Бајић Баја, српски пјевач
- Дарко Миличић, српски кошаркаш, поријеклом из Шипова
- Мирослав Радуљица, српски кошаркаш, по очевој линији вуче поријекло из Шипова
- Никола Рађен, српски ватерполиста, поријеклом из Шипова
- Радомир Д. Митрић, српски писац, поријеклом из Шипова
- Радe Залад, српски фудбалер, поријеклом из Шипова
- Драженко Нинић, српски кик-боксер, поријеклом је такође из Шипова
- Атанасије Ракита, епископ у манастиру Милешева